# 黃卷 (嘉靖進士)
黃卷（1503年—1579年），字景文，號簡庵、又号万崖，錦衣衛軍籍，湖廣麻城縣人，明朝政治人物。

## 生平
嘉靖七年（1528年）戊子科順天府鄉試第十四名舉人。嘉靖八年（1529年）中式己丑科會試第一百九十一名，登第二甲第二十五名進士。授刑部云南司主事，遷浙江司员外郎，母喪歸家守制，服除，补河南司，嘉靖十六年正月迁山西按察佥事，复以父丧归，服除补山东。遷陜西右参议，分治商州，秩满，进按察副使、整饬甘肃兵备，与曾铣议不合，告病致仕。萬曆七年卒，年七十七。

## 家族
曾祖黃文質；祖父黃子華；父黃璲，曾任義官。母胡氏（封宜人）。具庆下。兄黄春。弟黄甲。孫黄国，万历七年湖广乡试第一名（解元）。